# Kikuzuki (1926)
El Kikuzuki (菊月 septiembre?) fue un destructor de la Clase Mutsuki. Sirvió en la Armada Imperial Japonesa durante la segunda guerra sino-japonesa y la Segunda Guerra Mundial. 

## Historia
El primero de agosto de 1928 el Kikuzuki recibió su nombre, pues hasta ese momento los miembros de su clase tan solo habían sido numerados, siendo identificado el Kikuzuki con el numeral 31. Entre 1941 y 1942 experimentó modificaciones para ser convertido en un transporte rápido, perdiendo dos piezas de 120 mm, la mitad de su armamento principal. Asimismo incorporó 10 cañones antiaéreos de 25 mm, se incrementó su desplazamiento a 1590 toneladas (1883 en pruebas), y vio ligeramente reducida su velocidad, hasta los 34 nudos.
Durante el inicio de la Segunda Guerra Mundial formó parte de las fuerzas de invasión de Guam, Kavieng, Gasmata, Lae y los archipiélagos de las Salomón (las norteñas) y el Almirantazgo. Realizando una misma misión similar durante la invasión de Tulagi, fue dañado por un ataque aéreo de aparatos provenientes del USS Yorktown. Dado que los daños en el Kikuzuki le impedían desplazarse por sí mismo, fue remolcado hasta la próxima isla de Gavatu, donde se le varó en la playa, aunque con la siguiente marea alta se deslizó hacia aguas más profundas, y puesto que no habían sido bloqueadas sus vías de agua, acabó hundiéndose en la posición (9°7′N 160°12′E / 9.117, 160.200).
En 1943, tras la campaña de Guadalcanal, el pecio del Kikuzuki fue reflotado por el USS Prometheus, trasladado, nuevamente varado, y estudiado durante cerca de un año.